# Scott McLaughlin
Scott McLaughlin (ur. 10 czerwca 1993 w Christchurch) – nowozelandzki kierowca wyścigowy startujący w serii Indycar. Wcześniej przez osiem sezonów startował w serii Supercars, trzykrotnie zdobywając tytuł mistrza tej serii w sezonach 2018, 2019 i 2020.

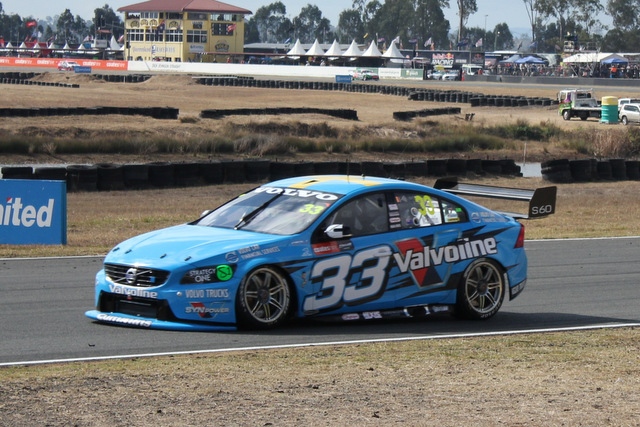
Volvo S60 McLaughlina w sezonie 2014

McLaughlin rozpoczął starty od kartingu w wieku 8 lat. W 2010, mając 16 lat, pojawił się w australijskiej serii Fujitsu V8 Supercar Series jako jej najmłodszy uczestnik. Rok później wygrał w niej swój pierwszy wyścig, a w kolejnym zdobył tytuł mistrzowski. W latach 2012−2013 startował także w nowozelandzkiej serii V8SuperTourers Championship (zwyciężając ją w 2012).
W 2012 zadebiutował również w głównej serii V8 Supercars, startując w wyścigach długodystansowych (do każdego samochodu zgłaszani są w nich po dwaj kierowcy). Od sezonu 2013 wystartował już w pełnym cyklu w barwach zespołu Garry Rogers Motorsport i już w trzeciej rundzie odniósł swoje pierwsze zwycięstwo.
W 2017 przeniósł się do zespołu DJR Team Penske, jednego z najsilniejszych w serii. Od tego czasu był głównym kandydatem do tytułów mistrzowskich. Tytuł mistrzowski zdobywał kolejno w latach 2018, 2019 i 2020 roku. Ponadto w 2019 wygrał prestiżowy wyścig Bathurst 1000.
W 2021 nadal będąc zawodnikiem zespołu Penske przeniósł się do amerykańskiej serii Indycar.

## Wyniki

### Podsumowanie
| Sezon     | Seria                                   | Zespół                          | Starty | PP | Zwyc. | Punkty | Pozycja |
| --------- | --------------------------------------- | ------------------------------- | ------ | -- | ----- | ------ | ------- |
| 2010      | Fujitsu V8 Supercar Series              | Stone Brothers Racing           | 14     | 0  | 0     | 678    | 12.     |
| 2010/2011 | New Zealand V8s                         | Nigel Barclay's Racing Projects | 21     | 0  | 1     | 755    | 8.      |
| 2011      | Fujitsu V8 Supercar Series              | Stone Brothers Racing           | 17     | 0  | 1     | 1461   | 4.      |
| 2012      | V8SuperTourers                          | MPC Motorsport                  | 16     | 3  | 6     | 3474   | 1.      |
| 2012      | Dunlop V8 Supercar Series               | Stone Brothers Racing           | 5      | 0  | 1     | 1761   | 1.      |
| 2012      | Dunlop V8 Supercar Series               | Matt Stone Racing               | 13     | 0  | 3     | 1761   | 1.      |
| 2012      | International V8 Supercars Championship | Tekno Autosports                | 2      | 0  | 0     | 422    | 33.     |
| 2012      | International V8 Supercars Championship | Garry Rogers Motorsport         | 1      | 0  | 0     | 422    | 33.     |
| 2013      | V8SuperTourers                          | Scott McLaughlin Racing         | 21     | 2  | 1     | 2744   | 5.      |
| 2013      | International V8 Supercars Championship | Garry Rogers Motorsport         | 35     | 0  | 2     | 1934   | 10.     |
| 2014      | International V8 Supercars Championship | Garry Rogers Motorsport         | 38     | 10 | 4     | 2509   | 5.      |
| 2015      | International V8 Supercars Championship | Garry Rogers Motorsport         | 36     | 5  | 0     | 2205   | 8.      |
| 2016      | International V8 Supercars Championship | Garry Rogers Motorsport         | 29     | 2  | 2     | 2806   | 3.      |
| 2017      | Supercars Championship                  | DJR Team Penske                 | 26     | 16 | 8     | 3021   | 2.      |
| 2018      | Supercars Championship                  | DJR Team Penske                 | 31     | 13 | 9     | 3944   | 1.      |
| 2019      | Supercars Championship                  | DJR Team Penske                 | 30     | 15 | 18    | 3872   | 1.      |
| 2020      | Supercars Championship                  | DJR Team Penske                 | 27     | 15 | 13    | 2576   | 1.      |
| 2020      | IndyCar Series                          | Team Penske                     | 1      | 0  | 0     | 8      | 35.     |